# Austin Gunsel
Austin Herbert Gunsel (geboren am 2. April 1909 in Irvington, New Jersey; gestorben am 19. Juni 1974 in Wynnewood, Pennsylvania) war ein amerikanischer American-Football-Funktionär. Nach dem Tod des Commissioners Bert Bell am 11. Oktober 1959 leitete er bis zur Wahl von Pete Rozelle am 26. Januar 1960 kommissarisch die National Football League.

## Leben
Austin Gunsel wuchs in Newark (New Jersey) auf. 1932 machte Gunsel seinen Abschluss auf der Wharton School of Finance and Commerce an der University of Pennsylvania. Zunächst arbeitete er als Buchhalter in Newark und New York.
1939 begann er für das FBI zu arbeiten und spezialisierte sich aufs Kartellrecht. Er war in Chicago, Detroit, New York und Washington, D.C. tätig. Ab 1946 arbeitete er in Philadelphia. Im Oktober 1952 wechselte er zur NFL. Ihm oblag die ligainterne Kontrolle. So sollte er Versuche der Spielmanipulation und sonstiges ligaschädigende Verhalten aufdecken. Im Januar 1956 wurde er zum Schatzmeister der NFL gewählt.
Nach dem Tod von Bert Bell galt Gunsel neben Marshall Leahy (Anwalt der San Francisco 49ers) als einer der designierten Nachfolger. Im Rahmen des Treffens der Teameigner ab dem 10. Januar 1960 war die Wahl des neuen Commissioners vorgesehen. Die Teambesitzer konnten sich jedoch auf keinen der beiden einigen. Erst nach 23 Abstimmungen fiel die Wahl auf den Kompromisskandidaten Pete Rozelle.
1966 ging er in den Ruhestand.
Er war verheiratet mit Virginia Harris und hatte mit ihr zwei Kinder.